# Quintino Rodrigues de Oliveira e Silva
Quintino Rodrigues de Oliveira e Silva (Quixeramobim, 31 ottobre 1863 – Crato, 29 dicembre 1929) è stato un vescovo cattolico brasiliano.

## Biografia
Nacque il 31 ottobre 1863 a Quixeramobim.
Compì gli studi ecclesiastici nel seminario di Fortaleza e fu ordinato presbitero il 19 giugno 1887. Dopo un incarico pastorale a Missão Velha, fu trasferito a Crato dove fu prima professore e poi rettore del seminario locale. Fu vicario foraneo della regione di Cariri.
Il 10 marzo 1915 fu scelto come primo vescovo di Crato e consacrato il 31 ottobre seguente dall'arcivescovo Jerónimo Thomé da Silva.
Fondò la congregazione delle Figlie di Santa Teresa.
Morì il 29 dicembre 1929 a Crato all'età di 76 anni.

## Genealogia episcopale
La genealogia episcopale è:
- Cardinale Scipione Rebiba
- Cardinale Giulio Antonio Santori
- Cardinale Girolamo Bernerio, O.P.
- Arcivescovo Galeazzo Sanvitale
- Cardinale Ludovico Ludovisi
- Cardinale Luigi Caetani
- Cardinale Ulderico Carpegna
- Cardinale Paluzzo Paluzzi Altieri degli Albertoni
- Papa Benedetto XIII
- Papa Benedetto XIV
- Papa Clemente XIII
- Cardinale Bernardino Giraud
- Cardinale Alessandro Mattei
- Cardinale Pietro Francesco Galleffi
- Cardinale Giacomo Filippo Fransoni
- Cardinale Carlo Sacconi
- Cardinale Edward Henry Howard
- Cardinale Mariano Rampolla del Tindaro
- Arcivescovo Jerónimo Thomé da Silva
- Vescovo Quintino Rodrigues de Oliveira e Silva